# Bianca Bianchini (bibliotekarie)
Maj Ebba Bianca Bianchini, född den 9 maj 1905 i Stockholm, död den 21 maj 1984 i Sandhamn, var en svensk bibliotekarie. Hon var dotter till Artur och Lisa Bianchini.
Bianca Bianchini avlade studentexamen 1925. Hon var biblioteksassistent vid Stockholms stadsbibliotek 1930–1940, assistent vid försvarsstabens fältbibliotek 1940, fältbibliotekschef 1941–1946, stabsbibliotekarie vid försvarsstaben 1946–1956 och stadsbibliotekarie i Norrköping 1956–1971. Bianca Bianchini var ordförande i Svenska folkbiblioteksföreningen 1941–1945 och sekreterare i Sveriges allmänna biblioteksförening 1960–1963. Hon publicerade artiklar i Biblioteksbladet, Kontakt med krigsmakten och i dagspressen. Bianca Bianchini redigerade Biblioteket och vi (1946) och Det glada Östergötland (1961).